# Milion

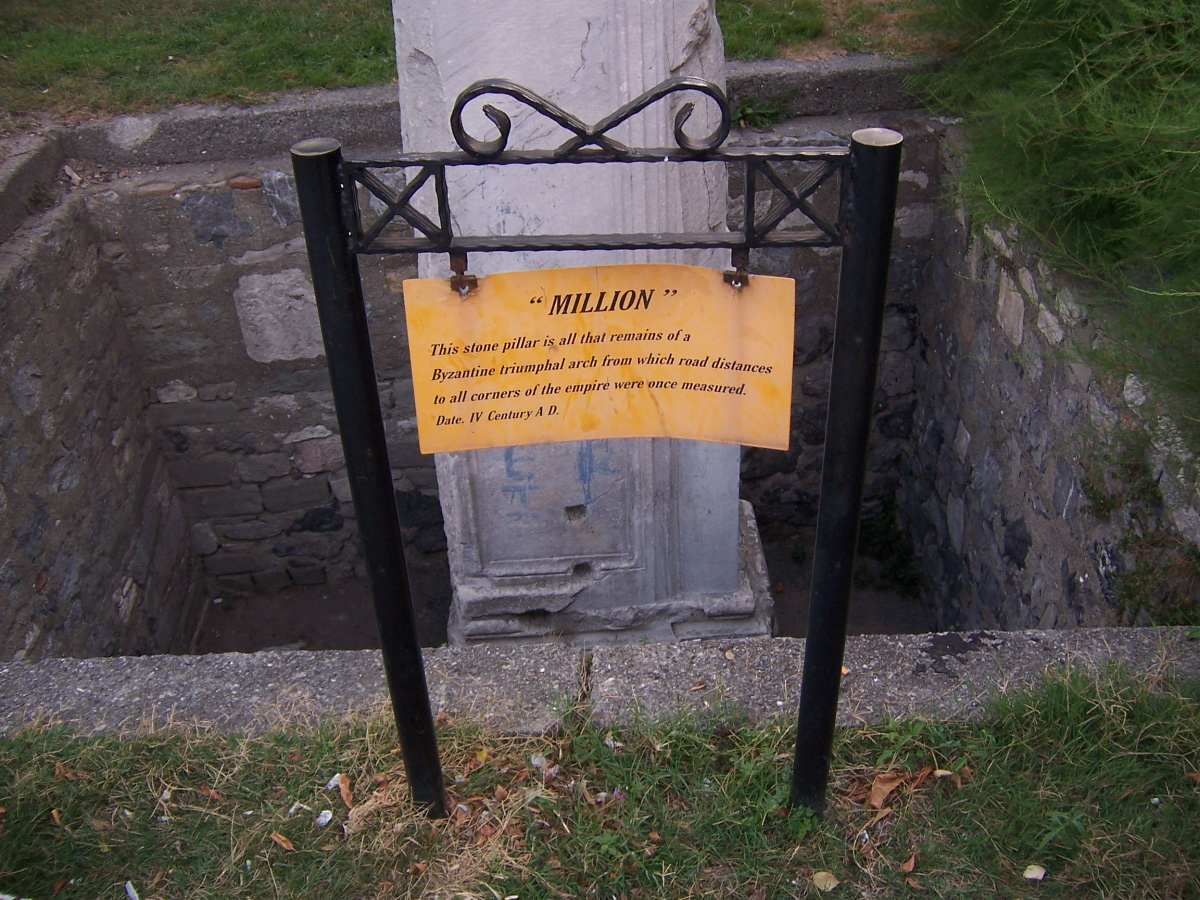
Milion är en turistattraktion i Istanbul i dag.

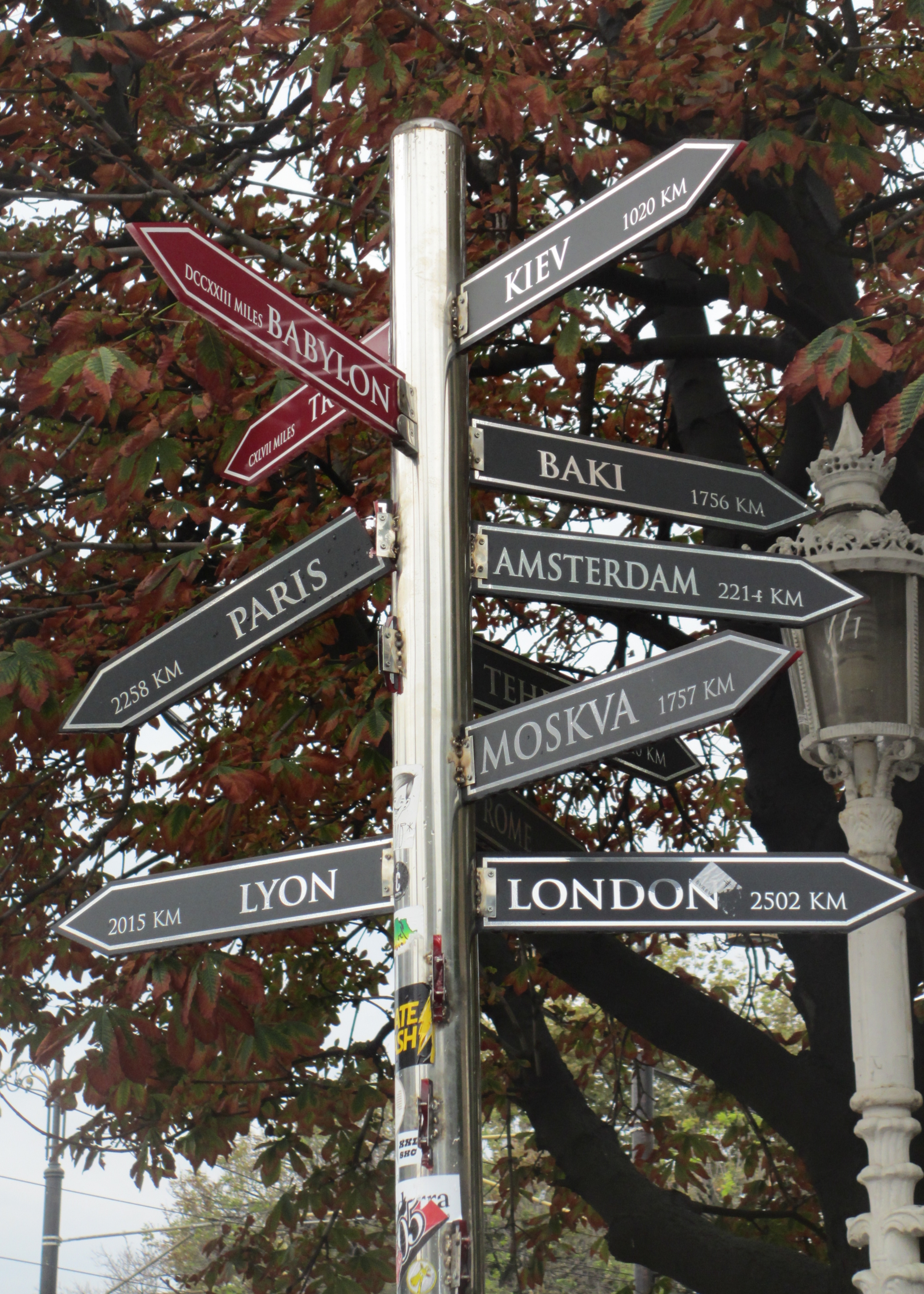
Milion mäter idag avståndet från Istanbul till andra moderna storstäder.

Milion (grekiska: Μίλιον, turkiska: Milyon taşı) var ett monument i den bysantinska huvudstaden Konstantinopel. Det uppfördes under 300-talet e.Kr. och fungerade som startpunkt för att mäta alla avstånd från Konstantinopel till städerna i bysantinska riket. Milion hade formen av en fyrkant krönt med en kupol. Vid basen av byggnaden angavs avstånden från Konstantinopel till alla större städer i imperiet. Milion hade samma funktion som Milliarium Aureum på Forum Romanum i Rom.